# Principis de Yogyakarta
Els Principis de Yogyakarta, oficialment Principis sobre l'aplicació de la legislació internacional de drets humans en relació amb l'orientació sexual i la identitat de gènere, és un document sobre drets humans en les àrees d' orientació sexual i identitat de gènere, publicat com a resultat d'una reunió internacional de grups de drets humans a Yogyakarta, Indonèsia, el novembre de 2006.
Els Principis i el suplement contenen un conjunt de preceptes destinats a aplicar els estàndards del dret internacional dels drets humans per abordar l'abús dels drets humans de lesbianes, gais, bisexuals, transsexuals i intersexuals.
Els Principis de Yogyakarta es van presentar com una carta global per als drets LGBT, el 26 de març de 2007 al Consell de Drets Humans de les Nacions Unides a Ginebra, tot i que no s'han adoptat pels Estats en cap tractat i, per tant, no constitueixen un instrument vinculant del dret internacional dels drets humans. No obstant això, els redactors pretenen que els Principis s'adoptin com una norma universal o un estàndard jurídic internacional de compliment obligatori pels Estats, fet que ha provocat que alguns països hi hagin expressat reserves.

## Versions dels principis

### Els principis originals de 2007
Els propis principis són un document llarg que tracta de qüestions legals. Un lloc web establert per mantenir els principis i fer-los accessibles té una visió general dels principis, reproduïts aquí completament:
- Preàmbul: El preàmbul reconeix les violacions dels drets humans basades en l'orientació sexual i la identitat de gènere, que soscaven la integritat i la dignitat, estableix el marc legal pertinent i proporciona definicions de termes clau.
- Drets per al gaudi universal dels drets humans, la no discriminació i el reconeixement davant la llei: els principis 1 a 3 exposen els principis de la universalitat dels drets humans i la seva aplicació a totes les persones sense discriminació, així com el dret de totes les persones al reconeixement com a personadavant la llei sense cirurgia de reassignació de sexe ni esterilització .
  - Exemple:
    - Les lleis que criminalitzen l'homosexualitat violen el dret internacional a la no discriminació (decisió del Comitè de Drets Humans de l'ONU).
- Drets a la seguretat humana i personal: els principis 4 a 11 aborden els drets fonamentals a la vida, la llibertat de la violència i la tortura, la privacitat, l'accés a la justícia i la llibertat de la detenció arbitrària i el tràfic de persones.[2]
  - Exemples:
    - La pena de mort continua sent aplicable a l'activitat sexual consensuada d'adults entre persones del mateix sexe, malgrat les resolucions de les Nacions Unides que subratllen que la pena de mort no es pot imposar per "les relacions sexuals entre adults que consenti".
    - Onze homes van ser arrestats en un bar gai i detinguts durant més d'un any. El grup de treball de les Nacions Unides sobre la detenció arbitrària va concloure que els homes estaven detinguts en violació del dret internacional, observant amb preocupació que "un dels presoners va morir a causa de la seva detenció arbitrària".
- Drets econòmics, socials i culturals: els principis 12 a 18 exposen la importància de la no discriminació en el gaudi dels drets econòmics, socials i culturals, inclosos l'ocupació, l'allotjament, la seguretat social, l'educació, la salut sexual i reproductiva, inclòs el dret al consentiment informat. i teràpia de reassignació sexual .
  - Exemples:
    - Les dones lesbianes i transgèneres corren un major risc de discriminació, indigència i violència (informe del relator especial de les Nacions Unides sobre habitatge adequat).
    - Les noies que presenten afecte del mateix sexe s'enfronten a la discriminació i l'expulsió de les institucions educatives (informe del relator especial de l'ONU sobre el dret a l'educació).
    - L' Alt Comissionat de les Nacions Unides per als Drets Humans ha expressat la seva preocupació per les lleis que "prohibeixen la cirurgia de reassignació de gènere per a transsexuals o requereixen que les persones intersexuales se sotmetin a aquesta operació contra la seva voluntat".
- Drets d'expressió, opinió i associació: els principis 19 a 21 posen l'accent en la importància de la llibertat d'expressar-se, de la seva identitat i de la seva sexualitat, sense interferència estatal basada en l'orientació sexual o la identitat de gènere, inclosos els drets de participació pacífica en assemblees i esdeveniments públics. i associar-se d'una altra manera en comunitat amb els altres.
  - Exemple:
    - Les autoritats van prohibir una reunió pacífica per promoure la igualtat basada en l'orientació sexual i la identitat de gènere. Els participants van ser assetjats i intimidats per la policia i els nacionalistes extremistes que cridaven consignes com "Anem a atrapar-los" i "us farem què Hitler va fer amb els jueus" (informe del relator especial de l'ONU sobre les formes contemporànies de racisme, discriminació racial, xenofòbia i intolerància relacionada).
- Llibertat de moviment i asil: els principis 22 i 23 posen en relleu els drets de les persones a sol·licitar asil de persecució basada en orientació sexual o identitat de gènere.
  - Exemple:
    - La protecció dels refugiats s'hauria de concedir a les persones que es troben davant una por fonamental de la persecució basada en l'orientació sexual (Directrius de l'Alt Comissionat de les Nacions Unides per als Refugiats).
- Drets de participació en la vida cultural i familiar: els principis 24 a 26 aborden els drets de les persones a participar en la vida familiar, els assumptes públics i la vida cultural de la seva comunitat, sense discriminació basada en l'orientació sexual o la identitat de gènere.
  - Exemple:
    - Els estats tenen l'obligació de no discriminar les relacions entre sexe i persones del mateix sexe en l'assignació de beneficis associats, com ara les pensions de supervivents (decisió del Comitè de Drets Humans de l'ONU).
- Drets dels defensors dels drets humans: el principi 27 reconeix el dret a defensar i promoure els drets humans sense discriminació basada en l'orientació sexual i la identitat de gènere i l'obligació dels Estats de garantir la protecció dels defensors dels drets humans que treballen en aquestes àrees.
  - Exemples:
    - Els defensors dels drets humans que treballen en temes d'orientació sexual i d'identitat de gènere en països i regions del món "s'han amenaçat, havien atacat les seves cases i oficines, van ser atacats, torturats, maltractats sexualment, i fins i tot assassinats. La preocupació més important en aquest sentit és una manca de serietat gairebé total amb la qual les autoritats afectades tracten aquests casos ". (Informe del Representant Especial del Secretari General de les Nacions Unides sobre Defensors dels Drets Humans).
- Drets de reparació i rendició de comptes: els principis 28 i 29 afirmen la importància de retre comptes als violadors de drets i assegurar una reparació adequada per a aquells que s'enfronten a violacions de drets.
  - Exemple:
    - L'Alt Comissionat de les Nacions Unides per als Drets Humans ha expressat la seva preocupació per la "impunitat per crims de violència contra persones LGBT" i "la responsabilitat de l'Estat per estendre la protecció efectiva. L'Alta Comissionada assenyala que" l'exclusió de persones LGBT d'aquestes proteccions viola clarament els drets humans internacionals la llei, així com els estàndards comuns de la humanitat que ens defineixen a tots".
- Recomanacions addicionals: els Principis recullen 16 recomanacions addicionals a les institucions nacionals de drets humans, organismes professionals, finançadors, ONG, l'Alt Comissionat per als Drets Humans, les agències de les Nacions Unides, els òrgans de tractats, els procediments especials i altres.
  - Exemple:
    - Els principis conclouen reconeixent la responsabilitat de diversos actors per promoure i protegir els drets humans i integrar aquestes normes en la seva feina. Una declaració conjunta pronunciada al Consell de Drets Humans de les Nacions Unides54 Estats de quatre de les cinc regions de les Nacions Unides l'1 de desembre de 2006, per exemple, insta al Consell de Drets Humans a "prestar la deguda atenció a les violacions dels drets humans basades en orientació sexual i identitat de gènere" i felicita la tasca de la societat civil en aquest àmbit, i demana a "tots els òrgans dels procediments especials i dels tractats que continuïn integrant la consideració de les violacions dels drets humans basades en l'orientació sexual i la identitat de gènere en els seus mandats pertinents". Com reconeix aquesta declaració, i els principis de Yogyakarta afirmen, la protecció efectiva dels drets humans és realment la responsabilitat de tots.

### Principis de Yogyakarta 2017 més 10
- Preàmbul: el preàmbul recorda l'evolució de la legislació internacional sobre drets humans i la intenció d'actualitzar regularment els principis. Defineix l'expressió de gènere i les característiques sexuals, aplica aquests motius als principis originals, reconeix la intersectionalitat dels motius adoptats als principis i la seva intersecció amb altres motius.
- Els drets de protecció de l'Estat: el principi 30 reconeix el dret a la protecció de l'Estat contra la violència, la discriminació i els danys, inclòs l'exercici de la diligència deguda a la prevenció, investigació, enjudiciament i remeis.
- El dret al reconeixement legal: el principi 31 exigeix un dret al reconeixement legal sense fer referència a sexe, sexe, orientació sexual, identitat de gènere, expressió de gènere o característiques sexuals, posant fi a la superflu inclusió d'aquesta informació en documents d'identificació.
- Dret a la integritat corporal i mental: el principi 32 reconeix el dret a la integritat física i mental, autonomia i autodeterminació, incloent una llibertat de tortures i maltractaments. Demana que ningú no sigui sotmès a procediments mèdics invasius o irreversibles per modificar les característiques sexuals sense el seu consentiment, llevat que sigui necessari per prevenir danys greus i urgents.
- Dret a la llibertat de la penalització i la sanció: el principi 33 reconeix el dret a la llibertat de la penalització o sanció indirecta o directa, incloses les lleis habituals, religioses, de decencia pública, vagabundos, sodomies i propaganda.
- Dret a la protecció contra la pobresa: el principi 34 demana el dret a la protecció contra la pobresa i l'exclusió social.
- El dret al sanejament: el principi 35 demana el dret a un accés segur i equitatiu a les instal·lacions de sanejament i higiene.
- El dret al gaudi dels drets humans en relació amb les tecnologies de la informació i la comunicació: el principi 36 demana la mateixa protecció dels drets en línia que fora de línia.
- El dret a la veritat: el principi 37 exigeix el dret a conèixer la veritat sobre les violacions dels drets humans, incloent la investigació i la reparació il·limitada per estatuts de limitacions, i inclòs l'accés als registres mèdics .
- Dret a practicar, protegir, preservar i reviure la diversitat cultural: el principi 38 demana el dret a practicar i manifestar la diversitat cultural.
- Obligacions addicionals de l'Estat: el YP Plus 10 estableix una sèrie d'obligacions addicionals per als estats, incloent-hi la situació del VIH, l'accés a l'esport, la lluita contra la discriminació en selecció prenatal i en tecnologies de modificació genètica, detenció i asil, educació, dret a la salut, i llibertat de reunió i associació pacífiques.
- Recomanacions addicionals: els principis també recullen recomanacions per a institucions nacionals de drets humans i organitzacions esportives.

## Història
El lloc web que promou els Principis assenyala que s'han expressat inquietuds sobre la violació dels drets humans de les persones per la seva orientació sexual o identitat de gènere. Mentre que els instruments de drets humans de les Nacions Unides detallen obligacions per garantir que les persones estiguin protegides contra la discriminació i els estereotips, que inclou l'expressió d'orientació sexual o identitat de gènere de les persones, l'aplicació d'aquests drets ha estat fragmentada i inconsistent internacionalment. Els Principis tenen com a objectiu proporcionar una comprensió coherent sobre l'aplicació del dret internacional dels drets humans en relació amb l'orientació sexual i la identitat de gènere.
Els principis de Yogyakarta es van desenvolupar en una reunió de la Comissió Internacional de Juristes, el Servei Internacional de Drets Humans i experts en drets humans de tot el món a la Universitat Gadjah Mada de Java del 6 al 9 de novembre de 2006. El seminari va aclarir la naturalesa, l'abast i aplicació de les obligacions dels drets humans dels estats segons els tractats i els drets humans existents, en relació amb l'orientació sexual i la identitat de gènere. Els principis que es van desenvolupar a partir d'aquesta reunió van ser adoptats per experts en drets humans d'arreu del món i van incloure jutges, acadèmics, un ex alt comissari de les Nacions Unides per als drets humans, ONG i altres. L'expert en drets humans irlandès Michael O'Flahertyva ser ponent responsable de la redacció i el desenvolupament dels principis de Yogyakarta adoptats a la reunió. Vitit Muntarbhorn i Sonia Onufer Corrêa van ser els copresidents.
El document final "conté 29 principis adoptats per unanimitat pels experts, juntament amb recomanacions a governs, institucions regionals intergovernamentals, societat civil i la pròpia ONU". Els principis reben el nom de Yogyakarta, la ciutat on es va celebrar la conferència. Aquests principis no han estat adoptats pels estats en un tractat i, per tant, no són per si sols una part jurídicament vinculant del dret internacional dels drets humans. No obstant això, es pretén que els Principis serveixin d'ajuda interpretativa als tractats de drets humans.
Entre els 29 signants dels principis destaquen Mary Robinson, Manfred Nowak, Martin Scheinin, Mauro Cabral, Sonia Corrêa, Elizabeth Evatt, Philip Alston, Edwin Cameron, Asma Jahangir, Paul Hunt, Sanji Mmasenono Monageng, Sunil Babu Pant, Stephen Whittle i Wan Yanhai. Els signants van voler adoptar els principis de Yogyakarta com a norma universal, afirmant una norma jurídica internacional vinculant amb la qual tots els estats han de complir  però alguns estats han expressat reserves.
En consonància amb el moviment cap a l'establiment de drets humans bàsics per a totes les persones, els Principis de Yogyakarta aborden específicament l'orientació sexual i la identitat de gènere. Els principis es van desenvolupar com a resposta a patrons d'abús denunciats a tot el món. Aquests van incloure exemples d' agressió sexual i violacions, tortures i maltractaments, execucions extrajudicials, assassinats d'honor, invasió de la privadesa, detenció arbitrària i empresonament, abús mèdic, negació de la llibertat d'expressió i l'assemblea.i discriminació, prejudicis i estigmatització  en el treball, la salut, l'educació, l'habitatge, el dret de família, l'accés a la justícia i la immigració. Es calcula que afecten a milions de persones que estan o han estat dirigides segons l'orientació sexual o la identitat de gènere percebudes o reals.

### Executa
Els principis finalitzats de Yogyakarta es van llançar com a carta global el 26 de març de 2007 al Consell de Drets Humans de les Nacions Unides a Ginebra. Michael O'Flaherty, va parlar a la Conferència Internacional de Lesbianes i Gais (ILGA) a Lituània el 27 d'octubre de 2007; Va explicar que "tots els drets humans pertanyen a tots nosaltres. Tenim drets humans perquè existeix - no perquè som homosexuals o rectes i independentment de les nostres identitats de gènere", però que en moltes situacions aquests drets humans no són respectats ni realitzats. i que "els principis de Yogyakarta és redreçar aquesta situació".
Els principis de Yogyakarta es van presentar en un esdeveniment de les Nacions Unides a la ciutat de Nova York el 7 de novembre de 2007, copatrocinat per Argentina, Brasil i Uruguai . Human Rights Watch explica que el primer pas cap a això seria la desincriminació de l'homosexualitat a 77 països que encara porten sancions legals a les persones amb relacions homosexuals, i la derogació de la pena de mort als set països que encara tenen la pena de mort per a aquesta pràctica sexual.

### Principis de Yogyakarta més 10
El 10 de novembre de 2017, els "Principis de Yogyakarta més 10" (El P + 10) al suplement dels Principis, formalment com "Principis addicionals i obligació de l'Estat en l'aplicació de la Llei internacional dels drets humans en relació amb l'orientació sexual, l'expressió de gènere i el sexe característiques per complementar els Principis de Yogyakarta ", van sorgir a partir de la intersecció dels avenços en el dret internacional dels drets humans amb l'enteniment emergent de violacions sofertes per persona per raó d'orientació sexual i identitat de gènere i el reconeixement del districte i interseccionals motius de l'expressió de gènere i característiques sexuals .
L'actualització va ser redactada per un comitè de Mauro Cabral Grinspan, Morgan Carpenter, Julia Ehrt, Sheherezade Kara, Arvind Narrain, Pooja Patel, Chris Sidotii, Monica Tabengwa. Els signants també inclouen Philip Alston, Edwin Cameron, Kamala Chandrakirana, Sonia Onufer Corrêa, David Kaye, Maina Kiai, Victor Madrigal-Borloz, Sanji Mmasenono Monageng, Vitit Muntarbhorn, Sunil Pant, Dainius Puras, Ajit Prakash Shah, Sylvia Tamale, Frans Viljoen i Kimberly Zieselman.

## Raonament
Els compiladors expliquen que els Principis detallen com el dret internacional dels drets humanses pot aplicar a qüestions d'orientació sexual i identitat de gènere, de manera que afirma el dret internacional i que puguin vincular-se a tots els estats. Afirmen que allà on es reconeix a la gent com a nascuda lliure i igual de dignitat i drets, això hauria d'incloure persones LGBT. Argumenten que les normes sobre drets humans poden interpretar-se en termes d'orientació sexual i identitat de gènere quan toquen temes de tortura i violència, execució extrajudicial, accés a la justícia, privacitat, llibertat d'expressió i de reunió, accés a l'ocupació, problemes de salut, educació i immigració i refugiats. Els principis pretenen explicar que els estats estan obligats a garantir un accés igualitari als drets humans, i cada principi recomana com aconseguir-ho, destacant les agències internacionals '
Els principis es basen en el reconeixement del dret a la no discriminació. El Comitè de Drets Econòmics, Socials i Culturals (CESCR) ha tractat aquests assumptes en els seus comentaris generals, els textos interpretatius que tracta per explicar el significat complet de les disposicions del Pacte Internacional de Drets Econòmics, Socials i Culturals. En els Comentaris generals núm. 18 de 2005 (sobre el dret al treball), el 15 de 2002 (sobre el dret a l'aigua) i el 14 de 2000 (sobre el dret al més alt nivell de salut), va indicar que el Pacte prohibeix qualsevol discriminació basada, entre altres coses, en, sexe i orientació sexual "que té la intenció o efecte d'anul·lar o danyar el gaudi o exercici igual de [el dret en qüestió]".
El Comitè per a l'Eliminació de la Discriminació contra la Dona (CEDAW), tot i que no hagi abordat la qüestió en un comentari general o que especifiqui les disposicions aplicables de la Convenció sobre l'eliminació de totes les formes de discriminació contra les dones, en diverses ocasions ha criticat els estats, per la discriminació basada en l'orientació sexual. Per exemple, també va abordar la situació al Kirguizstan i va recomanar que "el lesbianisme es reconceptualitzés com a orientació sexual i que es abolissin les sancions per a la seva pràctica".

## Recepció

### Nacions Unides
Les Nacions Unides no han acceptat mai els Principis i l'Assemblea General, el Consell dels Drets Humans de l'ONU i altres organismes de l'ONU han rebutjat repetidament l'intent de crear noves categories d'identitat de gènere i orientació sexual. El juliol del 2010, Vernor Muñoz, relator especial per al dret a l'educació de les Nacions Unides, va presentar a l' Assemblea General de les Nacions Unides un informe provisional sobre el dret humà a l'educació sexual integral, en el qual va citar els principis de Yogyakarta com a estàndard de drets humans. En el debat següent, la majoria dels membres de la Tercera Comissió de l'Assemblea General van recomanar contra l'adopció dels principis. El representant de Malawi, parlar en nom de tots els Estats africans va argumentar que l'informe:
Va reflexionar sobre un intent d'introduir nocions controvertides i no tenir en compte el Codi de Conducta dels Titulars de Procediments Especials, tal com s'indica a la resolució 8/4 del Consell de Drets Humans. Es va mostrar alarmada per la reinterpretació dels instruments, principis i conceptes de drets humans existents. L'informe també va citar de forma selectiva els comentaris generals i les recomanacions específiques del país realitzades pels òrgans de tractats i va propagar principis controvertits i no reconeguts, inclosos els anomenats Principis de Yogyakarta, per justificar la seva opinió personal. 
Trinitat i Tobago, en nom dels Estats del Carib de CARICOM, va argumentar que el relator especial "havia optat per ignorar el seu mandat, segons el que estableix la resolució 8/4 del Consell de Drets Humans, i que se centrarà en l'anomenat" humà ". dret a una educació integral. ' Aquest dret no existia en virtut d'un instrument o llei de drets humans acordat internacionalment i els seus intents de crear-ne van excedir molt el mandat i el del Consell de Drets Humans."  El representant de Mauritània, parlant en nom de la Lliga Àrab, va dir que els Estats àrabs eren "consternats" i van acusar el ponent d'intentar de promoure "doctrines controvertides que no gaudissin de reconeixement universal" i "redefinir de manera més general els conceptes establerts d'educació per a la salut sexual i reproductiva o dels drets humans". La Federació de Rússia va expressar "la seva decepció i el seu desacord fonamental amb l'informe", escrivint el ponent:
Com a justificació de les seves conclusions, va citar nombrosos documents que no s'havien acordat a nivell intergovernamental i que, per tant, no es podien considerar com a expressions autoritzades de l'opinió de la comunitat internacional. En particular, es va referir als Principis de Yogyarkarta i també a la Guia tècnica internacional sobre educació sexual. La implementació de diverses disposicions i recomanacions d'aquest darrer document suposaria la persecució penal d'aquests delictes com a corruptors de la joventut. 

### Institucions regionals
El Consell d'Europa afirma en "Drets humans i identitat de gènere"  que el principi 3 dels principis de Yogyakarta és "de particular rellevància". Recomanen als estats membres "abolir l'esterilització i altres tractaments mèdics obligatoris com a requisit legal necessari per reconèixer la identitat de gènere d'una persona en lleis que regulen el procés de canvi de nom i sexe" (V.4), així com "fer procediments de reassignació de gènere, com ara el tractament hormonal, la cirurgia i el suport psicològic, accessibles per a les persones transgèneres, i asseguren que es reemborsin amb els plans d'assegurança de salut pública." (V.5) De la mateixa manera, l' Assemblea Parlamentària del Consell d'Europava adoptar un document titulat "La discriminació sobre la base de l'orientació sexual i la identitat de gènere" el 23 de març de 2010,  descrivint el prejudici que "l'homosexualitat és immoral" com una "visió subjectiva generalment basada en un dogma religiós que, en una societat democràtica, no pot ser una base per limitar els drets dels altres ". El document argumentava que la creença que "l'homosexualitat està empitjorant la crisi demogràfica i amenaça el futur de la nació" és "il·lògica" i que "concedir reconeixement legal a parelles del mateix sexe no té cap influència en si els heterosexuals es casen o tenen fills".

### Institucions nacionals
No obstant això, els principis han estat citats per nombrosos governs nacionals i judicis judicials. Els principis van influir en la proposició de declaració de l'ONU sobre orientació sexual i identitat de gènere el 2008.
Els grups de drets humans i drets LGBT van assumir els principis i la discussió ha aparegut a la premsa gai, així com a articles acadèmics i llibres de text (vegeu bibliografia).

### Oposició
Un grup de pensió cristià basat als Estats Units, l'Institut de Família i Drets Humans Catòlics, va afirmar que els Principis podrien desvaloritzar el concepte de la família i de l'autoritat parental, podrien ser utilitzats per restringir la llibertat d'expressió.

## Intersex i els principis de Yogyakarta
Articles principals: Intersex drets humans i Reconeixement legal de persones intersexuals
Els Principis de Yogyakarta només esmenten breument els intersexos. En un manual sobre Promoció i protecció dels drets humans en relació amb l'orientació sexual, la identitat de gènere i les característiques del sexe  el Fòrum d' Institucions Nacionals de Drets Humans de l'Àsia Pacífic (APF) afirma que "els principis no tracten adequadament o adequadament l'aplicació de el dret internacional dels drets humans en relació amb les persones intersexuals. No distingeixen específicament les característiques sexuals ".
Aquests problemes es van abordar a la actualització dels Principis de Yogyakarta i 10. Boris Dittrich, de Human Rights Watch, comenta que la nova actualització "protegeix els nens intersexuals de la modificació involuntària de les seves característiques sexuals".